# 3149 Okudzhava
3149 Okudzhava eller 1981 SH är en asteroid i huvudbältet som upptäcktes den 22 september 1981 av den tjeckiske astronomen Zdeňka Vávrová vid Kleť-observatoriet. Den är uppkallad efter den ryske trubaduren Bulat Okudzjava.
Asteroiden har en diameter på ungefär 4 kilometer.